# العلاقات الجامايكية الكونغوية
العلاقات الجامايكية الكونغولية هي العلاقات الثنائية التي تجمع بين جامايكا وجمهورية الكونغو.

## مقارنة بين البلدين
هذه مقارنة عامة ومرجعية للدولتين:
| وجه المقارنة                                              | جامايكا       | [[تصنيف:صفحات تستخدم رمز علم غير موجود\|]] جمهورية الكونغو |
| --------------------------------------------------------- | ------------- | ---------------------------------------------------------- |
| المساحة (كم2)                                             | 10.99 ألف     | 342.00 ألف                                                 |
| عدد السكان (نسمة)                                         | 2.95 مليون    | 5.26 مليون                                                 |
| الكثافة السكانية (ن./كم²)                                 | 268.43        | 15.38                                                      |
| العاصمة                                                   | كينغستون      | برازافيل                                                   |
| اللغة الرسمية                                             | لغة إنجليزية  | لغة فرنسية                                                 |
| العملة                                                    | دولار جامايكي | فرنك وسط أفريقي                                            |
| الناتج المحلي الإجمالي (بليون دولار)                      | 14.77 مليار   | 8.72 مليار                                                 |
| الناتج المحلي الإجمالي (تعادل القوة الشرائية) بليون دولار | 24.79 مليار   | 29.48 مليار                                                |
| الناتج المحلي الإجمالي الاسمي للفرد دولار أمريكي          | 5.23 ألف      | 1.85 ألف                                                   |
| الناتج المحلي الإجمالي للفرد دولار أمريكي                 | 8.88 ألف      |                                                            |
| مؤشر التنمية البشرية                                      | 0.719         | 0.591                                                      |
| رمز المكالمات الدولي                                      | +1876         | +242                                                       |
| رمز الإنترنت                                              | .jm           | .cg                                                        |
| المنطقة الزمنية                                           | 00            | ت ع م+01:00                                                |

## منظمات دولية مشتركة
يشترك البلدان في عضوية مجموعة من المنظمات الدولية، منها:
| علم المنظمة | اسم المنظمة                                 | تاريخ انضمام جامايكا | تاريخ انضمام جمهورية الكونغو |
| ----------- | ------------------------------------------- | -------------------- | ---------------------------- |
|             | البنك الدولي للإنشاء والتعمير               | 21 فبراير 1963       | 10 يوليو 1963                |
|             | يونسكو                                      | 7 نوفمبر 1962        | 24 أكتوبر 1960               |
|             | منظمة التجارة العالمية                      | ?                    | ?                            |
|             | وكالة ضمان الاستثمار متعدد الأطراف          | 12 أبريل 1988        | 16 أكتوبر 1991               |
|             | منظمة الشرطة الجنائية الدولية               | ?                    | ?                            |
|             | مؤسسة التمويل الدولية                       | 31 مارس 1964         | 1 أكتوبر 1980                |
|             | الأمم المتحدة                               | 18 سبتمبر 1962       | 20 سبتمبر 1960               |
|             | مجموعة دول أفريقيا والكاريبي والمحيط الهادئ | ?                    | ?                            |
|             | منظمة حظر الأسلحة الكيميائية                | ?                    | ?                            |
|             | المركز الدولي لتسوية المنازعات الاستشارية   | 14 أكتوبر 1966       | 14 أكتوبر 1966               |

## وصلات خارجية
- موقع وزارة الخارجية الجامايكية